# Leuconotopicus
Leuconotopicus – rodzaj ptaków z podrodziny dzięciołów (Picinae) w rodzinie  dzięciołowatych (Picidae).

## Zasięg występowania
Rodzaj obejmuje gatunki występujące w Ameryce.

## Morfologia
Długość ciała 18–26 cm; masa ciała 31–80 g.

## Systematyka

### Etymologia
- Leuconotopicus: gr. λευκος leukos „biały”; νωτον nōton „tył”; późnogr. πικος pikos „dzięcioł”, od łac. picus „dzięcioł”[11].
- Capnopicus: gr. καπνος kapnos „dym”; późnogr. πικος pikos „dzięcioł”, od łac. picus „dzięcioł”[11]. Gatunek typowy: Picus fumigatus d’Orbigny, 1841.
- Phaionerpes: gr. φαιος phaios „ciemny, brązowy”; ἑρπης herpēs „coś pełzającego, pełzacz”, od ἑρπω herpō „pełzać”[11]. Gatunek typowy: Picus fumigatus d’Orbigny, 1841.
- Xenopicus: gr. ξενος xenos „obcy, dziwny”; późnogr. πικος pikos „dzięcioł”, od łac. picus „dzięcioł”[11]. Gatunek typowy: Leuconerpes albolarvatus Cassin, 1850.
- Pyroupicus: gr. πυρ pur, πυρος puros „ogień”; ους ous, ωτος ōtos „ucho”; późnogr. πικος pikos „dzięcioł”, od łac. picus „dzięcioł”[11]. Gatunek typowy: Picus borealis Vieillot, 1809.
- Threnopipo: gr. θρηνος thrēnos „lament”, od θρεομαι threomai „krzyczeć”; πιπω pipō „srokaty dzięcioł”[11]. Nazwa zastępcza dla Pyroupicus Malherbe, 1861 ze względu na puryzm.
- Xenocraugus: gr. ξενος xenos „obcy, dziwny”; κραυγος kraugos „dzięcioł”[11]. Nazwa zastępcza dla Xenopicus S.F. Baird, 1858 ze względu na puryzm.
- Phloeonerpes: gr. φλοιος phloios „kora drzewa”, od φλεω phleō „obfitować”; ἑρπης herpēs „coś pełzającego, pełzacz”, od ἑρπω herpō „pełzać”[11]. Błędna pisownia Phaionerpes Reichenbach, 1854.

### Podział systematyczny
Takson wyodrębniony ostatnio z Picoides. Do rodzaju należą następujące gatunki:
- Leuconotopicus borealis (Vieillot, 1809) – dzięcioł skromny
- Leuconotopicus fumigatus (d’Orbigny, 1841) – dzięcioł jednobarwny
- Leuconotopicus albolarvatus (Cassin, 1850) – dzięcioł białogłowy
- Leuconotopicus arizonae (Hargitt, 1886) – dzięcioł arizoński
- Leuconotopicus stricklandi (Malherbe, 1845) – dzięcioł brunatny
- Leuconotopicus villosus (Linnaeus, 1766) – dzięcioł włochaty